# Scopula flavifurfurata
Scopula flavifurfurata là một loài bướm đêm trong họ Geometridae.